# Préssec (color)
|  | Aquest article tracta sobre préssec (color). Vegeu-ne altres significats a «préssec». |

Préssec és un color que combina els colors rosa i taronja. Pren el nom del color pàl·lid de la fruita préssec. Així com el color albercoc, el color préssec és més pàl·lid que molts dels préssecs actuals i sembla que hagi estat formulat (com el color albercoc) primàriament per crear una paleta de colors pastel per a disseny interior. El préssec pot ser descrit també com taronja pàl·lid.
Una mostra del color Préssec:
Aquest mostra de préssec s'assembla al color de la polpa interior de la varietat de préssec anomenat préssec blanc.

## Etimologia
El mot préssec, fruita i color, ve del llatí persica, en el sentit de fruit de Pèrsia.

## Localització
- El préssec és un color que tenen al cap alguns ocells.

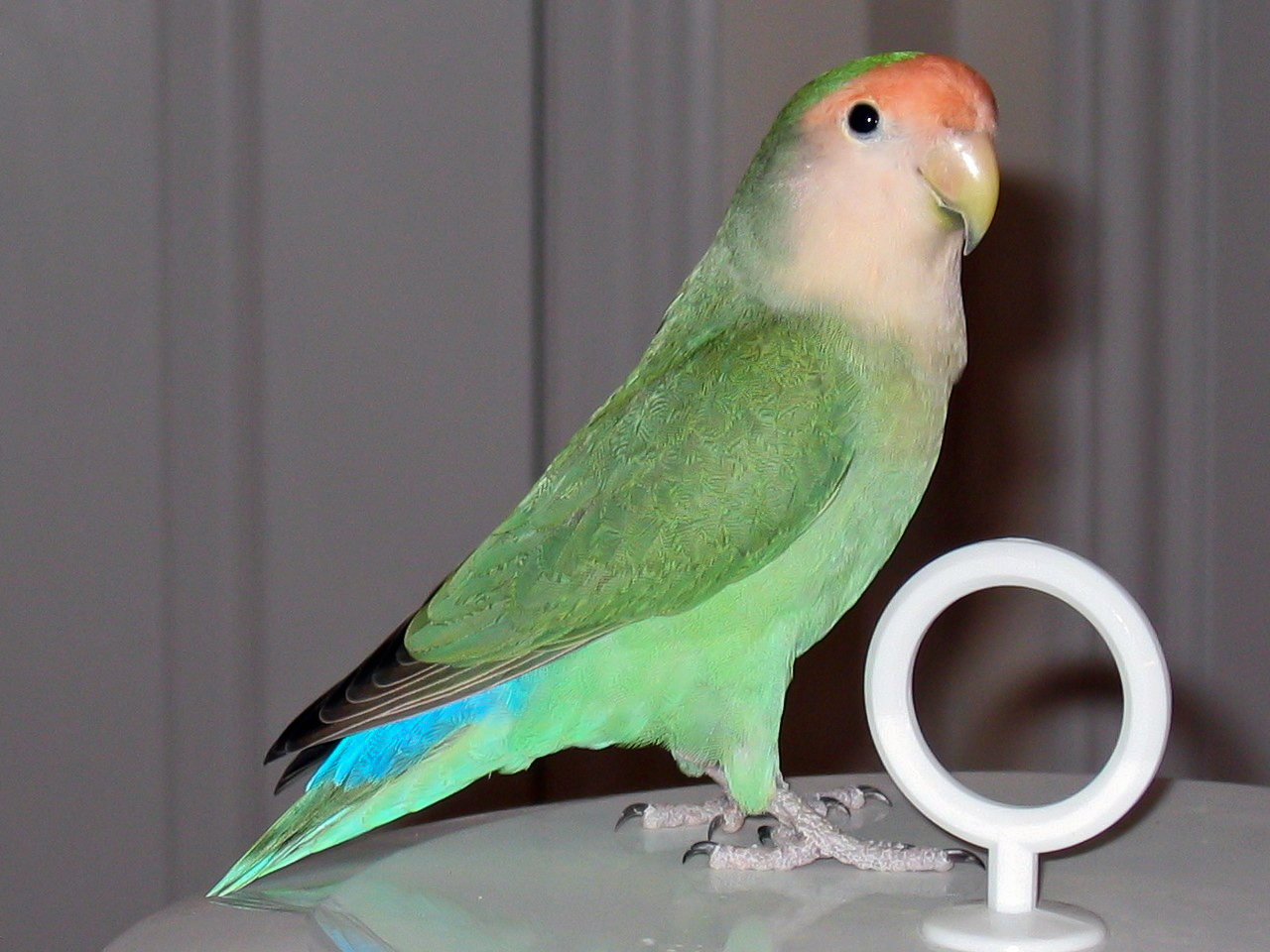
Agapornis roseicollis.